# Нумерий Фабий Амбуст
Нумерий Фабий Амбуст (на латински: Numerius Fabius Ambustus) e политик на Римската република.

## Биография
Произлиза от фамилия Фабии, клон Амбуст. Син е на Марк Фабий Вибулан (консул 442 пр.н.е.). Брат е на Квинт Фабий Амбуст (военен трибун 390 пр.н.е.), Гней Фабий Амбуст (военен трибун 406 пр.н.е.) и Кезо Фабий Амбуст (военен трибун 404, 401, 395 и 390 пр.н.е.).
През 406 пр.н.е. той е консулски военен трибун с още трима колеги. През 398 пр.н.е. е в делегация до Делфи. През 391 пр.н.е. той с още двама негови братя е в делегацията до Клузиум.
През 390 пр.н.е. той е отново консулски военен трибун с още 5 други колеги.

## Деца
- Марк Фабий Амбуст (консул 360, 356, 354 пр.н.е.)[8]
- Гай Фабий Амбуст (консул 358 пр.н.е.)[8]